# Solana de Fornons
La Solana de Fornons, és una solana del terme municipal de Conca de Dalt, al Pallars Jussà, a l'antic terme de Toralla i Serradell, en el territori del poble de Serradell.
Està situada a ponent de Serradell, a l'esquerra del barranc del Grau, al nord de les Campanetes i al nord-oest de Roca Palomera, al sud-est del Turó del Migdia. És a llevant del Tossal de Perestau i al sud-est del Turó de Santa Eulàlia la Vella, just a ponent de los Plans. El barranc dels Forats divideix en dues meitats la Solana de Fornons.